# Amadou Taal (Diplomat)
Amadou Sheikh Omar Taal (* im 20. Jahrhundert) ist ein gambischer Diplomat.

## Leben
Taal gehörte als Vorsitzender um 2008/ bis ca. 2015 der NGO Worldview The Gambia an.  Er ist langjähriges Mitglied der United Democratic Party (UDP).
Am 16. Mai 2017 wurde er vom Präsident Adama Barrow als gambischer Hochkommissar in Nigeria ernannt. Die Akkreditierung erstreckte sich auf zwölf weitere Staaten (unter anderem Ghana, Angola und Tschad) sowie den Posten als Ständiger Vertreter bei der Kommission der Westafrikanischen Wirtschaftsgemeinschaft (ECOWAS). Im Ende 2020 wurde er durch Mohamadou Musa Njie abgelöst.

## Publikationen
- Amadou Taal, Ebraima Manneh, Manneh, Ebraima: President Barrow: the making of a New Gambia. Banjul, Gambia 2016, ISBN 978-9983-953-73-2.